# João Teixeira Pinto
João Teixeira Pinto (Moçâmedes, Angola, 22 de março de 1876 — Negomano, Moçambique, 25 de novembro de 1917) foi um militar colonial português, tendo atingido o posto de Major de Infantaria do Exército Português. Combateu na Guiné, em Angola e em Moçambique, participando nas chamadas "campanhas de pacificação", o que lhe valeu ser agraciado com a Ordem da Torre e Espada.

## Biografia
Era filho de João Teixeira Pinto, oficial do Exército que também fez em África parte da sua carreira militar, e de Maria Augusta da Rocha Pinto.
Frequentou o Colégio Militar entre 1888 e 1894, onde teve por alcunha "Pinto dos bigodes", originada no precoce desenvolvimento do seu ornamento capilar. Ingressou em 1897 na Escola do Exército, concluindo o curso de Infantaria em 1899.
Em 1912, partiu para a Guiné-Bissau para cumprir com as exigências da Conferência de Berlim da ocupação efetiva daquele território  (1913-1915). 
Morreu na Batalha de Negomano (1917), na Primeira Guerra Mundial. A força portuguesa, instalada defensivamente no vale do rio Ludjenda (Negomano) desde 18 de outubro de 1917, foi surpreendida por um ataque da guerrilha alemã pelas 10 horas da manhã de 25 de novembro. O Major Teixeira Pinto, comandante da força, ciente da gravidade da situação, acorre à zona mais pressionada da defesa, comandando as descargas de fogo e acabando por ser atingido num braço pelo fogo inimigo. Retirado da zona por um dos seus soldados para uma tenda, às três horas da tarde o terrível combate terminou com o toque de cessar-fogo. Começou então a pilhagem desenfreada por parte das forças alemãs, a que não escapou Teixeira Pinto, mais tarde encontrado cadáver com um tiro na cabeça.

## Toponímia

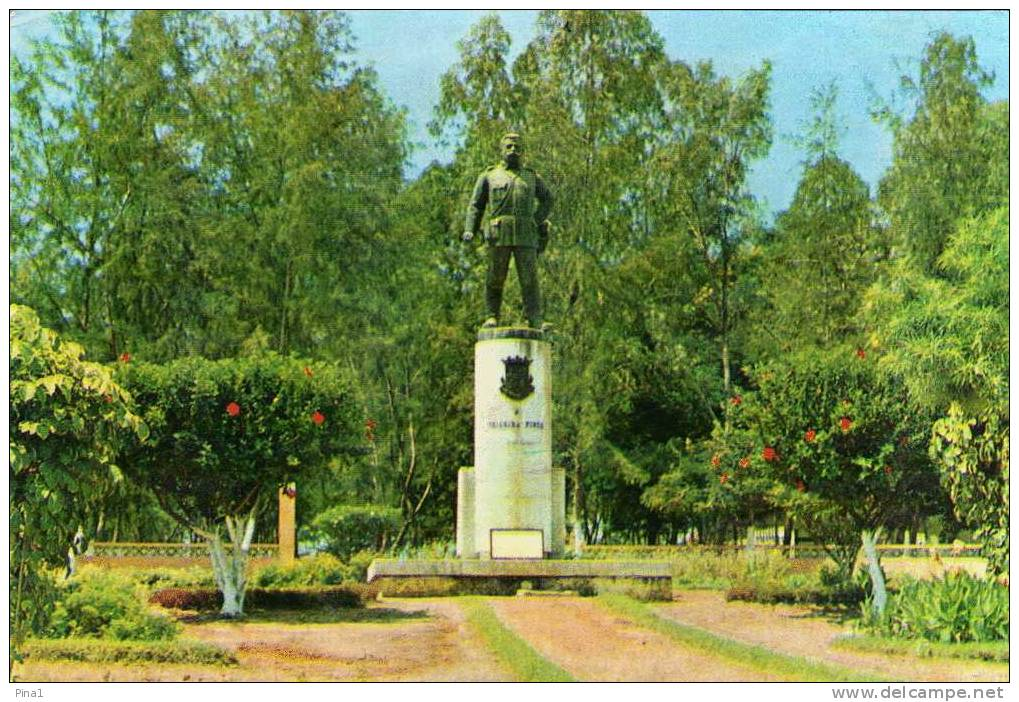
Estátua de Teixeira Pinto em Bissau, erigida em 1955 e derrubada em 1974.

O seu nome perdura na toponímia portuguesa, em nomes de arruamentos em Lisboa e Vila Nova de Gaia. 
Na Guiné-Bissau, deu nome à cidade de Canchungo entre 1948 e 1975, e em Bissau existiu uma estátua sua entre 1955 e 1974.

## Condecorações
- Cavaleiro da Ordem Militar da Torre e Espada de Valor, Lealdade e Mérito
- Medalha de Prata Rainha D. Amélia com legenda “Cuamato 1907”
- Medalha de Ouro de Valor Militar (1916)
- Medalha de Serviços Distintos e Relevantes no Ultramar[5]